# Парголово
Па́рголово (карел. Parkola, фин. Parkala) — посёлок в России, внутригородское муниципальное образование в составе Выборгского района города федерального значения Санкт-Петербурга. 
Станция Выборгского направления Октябрьской железной дороги (1869). Парголовский вокзал изображён на гербе муниципального образования.

## История
Впервые упоминается в Писцовой книге Водской пятины в 1500 году как селение Паркола, которое располагалось на северном берегу одноимённого озера. Согласно одной из топонимических легенд название Парголово происходит от финского слова perkele — чёрт. В XVII веке здесь располагалась шведская мыза (обозначенная на картах 1662 года как Кабилуя), которую Пётр I подарил своей дочери Елизавете Петровне.
В 1746 году императрица Елизавета Петровна возвела Петра Ивановича Шувалова в графское достоинство и подарила ему «Парголовскую мызу» со всеми входящими в неё селениями и угодьями (ныне Шуваловский парк). Владения Шуваловых начинались к северу от Поклонной горы и тянулись вдоль Выборгского тракта. Шуваловы владели «шуваловской округой» более 150 лет. Южную часть своих владений Шуваловы заселили крестьянами из Суздальского уезда, что отразилось на топонимике края (Суздальские озёра, Суздальский проспект). После смерти последнего графа в 1903 году усадьбу унаследовал его родственник Илларион Воронцов-Дашков.
Все усадебные постройки находились на территории парка с озёрами, ныне известного как Шуваловский парк. Среди этих построек — церковь св. апп. Петра и Павла, в которой 30 июня 1872 года венчался Николай Римский-Корсаков с Надеждой Пургольд. Непосредственно к северу от шуваловских владений лежало имение Лопухиных — Вяземских.
С 1830 годов Парголово становится популярным местом отдыха. Наплыв пассажиров, едущих в летнее время на прогулку по Выборгскому тракту, был так велик, что в 1844 году открыли пассажирскую линию «Спасских дилижансов». В 1870 году через территорию шуваловского имения прошла Финляндская железная дорога. На окрестных дачах отдыхали И. С. Тургенев, Н. А. Некрасов, А. Н. Майков, М. П. Мусоргский, М. А. Балакирев, А. К. Глазунов, П. А. Федотов, здесь жил писатель Д. Н. Мамин-Сибиряк. Окрестности Парголова изобразил на офорте «Ели в Шуваловском парке» И. И. Шишкин.
В начале XX века в состав Парголова были включены деревни Старожиловка, Кабаловка, Заманиловка, заселенные крестьянами из среднерусских губерний. В течение 28 лет (с 1878 по 1906) на даче в деревне Старожиловка жил русский музыкальный и художественный критик В. В. Стасов. Частым гостем Стасова был И. Е. Репин. Здесь также бывали Н. А. Римский-Корсаков, С. М. Ляпунов, Цезарь Кюи, М. М. Антокольский, И. Я. Гинцбург, В. В. Верещагин, Ф. И. Шаляпин, М. Горький.
В связи с организацией домостроительного комбината в 1938 году Парголово получило статус посёлка городского типа. В середине XX века в состав 1-го Парголова была включена Ново-Парголовская колония, затем в состав Парголова был включён посёлок Торфяное. В конце XX века часть посёлка южнее Парнасской соединительной ветви вошла в состав Ленинграда.
В настоящее время Парголово административно входит в состав Выборгского района Санкт-Петербурга, его границы определяются законом «О территориальном устройстве Санкт-Петербурга (с изменениями на 26 декабря 2014 года)».
Памятный знак 500 лет Парголову установлен у Выборгского шоссе, представляет собой камень с надписью:

500 лет
ПАРГОЛОВО 1500—2000

## Население
| 1926     | 1939     | 1942     | 1945    | 1949    | 1959    | 1970    |
| -------- | -------- | -------- | ------- | ------- | ------- | ------- |
| 4187     | ↗18 663  | ↘6758    | ↗6911   | ↗14 772 | ↗22 849 | ↘13 899 |
| 1979     | 1989     | 2002     | 2010    | 2012    | 2013    | 2014    |
| ↘10 012  | ↘8059    | ↗12 225  | ↗15 852 | ↗15 921 | ↗22 560 | ↗28 630 |
| 2015     | 2016     | 2017     | 2018    | 2019    | 2020    | 2021    |
| ↗35 555  | ↗42 708  | ↗50 821  | ↗59 195 | ↗67 505 | ↗76 418 | ↗97 422 |
| 2023     | 2024     | 2025     |         |         |         |         |
| ↗106 155 | ↗111 145 | ↗115 762 |         |         |         |         |

Национальный состав
По данным губернской переписи 1920 года, национальный состав населения Парголовской волости выглядел следующим образом:
- русские — 3252 (90,08 %)
- финны — 319 (8,83 %)
- эстонцы — 39 (1,08 %)

Парголовская волость была образована в 1917 году, входила в состав 2-го Северного районного Совета Петроградского уезда, ликвидирована в 1927 году.
В 1925 году посёлок Парголово был центром Парголовской волости Ленинградского уезда с населением 26 496 человек, 37 сельсоветами и 55 деревнями.

## Инфраструктура
На территории муниципального образования Парголово находится станция метро «Парнас». В черте Парголова расположено садоводство «Климовец».
На территории посёлка регулярно проводятся соревнования «Парголовская лыжня». Шуваловский парк привлекает горожан своими озёрами. К западу от посёлка лежит обширное Северное кладбище (бывшее Успенское).
Начиная с 2007 года активно застраиваются бывшие земли совхоза Пригородный. Там возведён новый храм во имя Благовещения Пресвятой Богородицы по проекту архитектора В. Н. Питанина, построены новая поликлиника, детский сад, достраивается комплекс коттеджей — «Ольгинские семейные приюты трудолюбия» и жилой комплекс «Парголово»

## Достопримечательности
- Шуваловский парк
- Почтовая станция
- Церковь Иоасафа Белгородского. В 1995—2001 годах в Парголове была построена новая церковь, освящённая во имя Иоасафа Белгородского[32]. Автор проекта А. А. Петров. 27 февраля 2003 года в храм была помещена привезённая из Белгорода частица мощей Иоасафа Белгородского. До революции в посёлке 3-е Парголово была построена церковь во имя святителя Иоасафа и Песчанской иконы Божией Матери, освящённая в 1914 году. Храм действовал до ареста его настоятеля, архимандрита Антония (Коробейникова) 25 февраля 1938 года (расстрелян 12 марта 1938)[33]. В 1941 году он был разрушен[34].
- Памятник Ленину. Установлен на пересечении Выборгского шоссе и улицы Ломоносова.
- Мемориальный комплекс. Находится на пересечении Выборгского шоссе и улицы Ломоносова за памятником Ленину. Представляет собой два холма-могилы. Один благоустроен (памятные доски и фамилиями, каски, и т. п.), второй — нет.
- Здание вокзала.
- Улица Ломоносова, 80 — дача Шапошниковой, 1895 год. Деревянный дом принадлежал вдове владельца табачной фабрики Екатерине Николаевне Шапошниковой, за советские годы сильно обветшал и был практически разрушен. В 2017 году его выкупил на торгах и отреставрировал житель Парголова Александр Кормилицын[35][36]. Воссоздание дачи было завершено к концу 2023 года[37].
- Улица Заводская, 9 — дача банкира А. А. Шварца, последняя треть XIX в., архитектор Карл Карлович Рахау[38]
- Деревянная дача на улице Первого Мая, 31
- Деревянный крестьянский дом — улица Шишкина, 246

## Иллюстрации

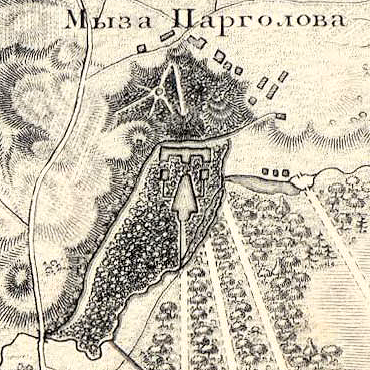
План мызы Парголово. 1817 год
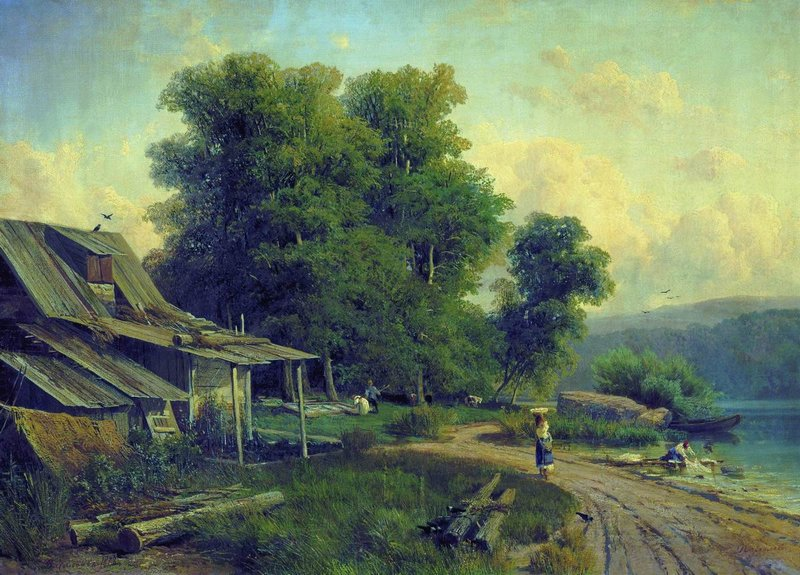
Пейзаж. Вид в Парголове,  Фёдор Васильев, 1868 год
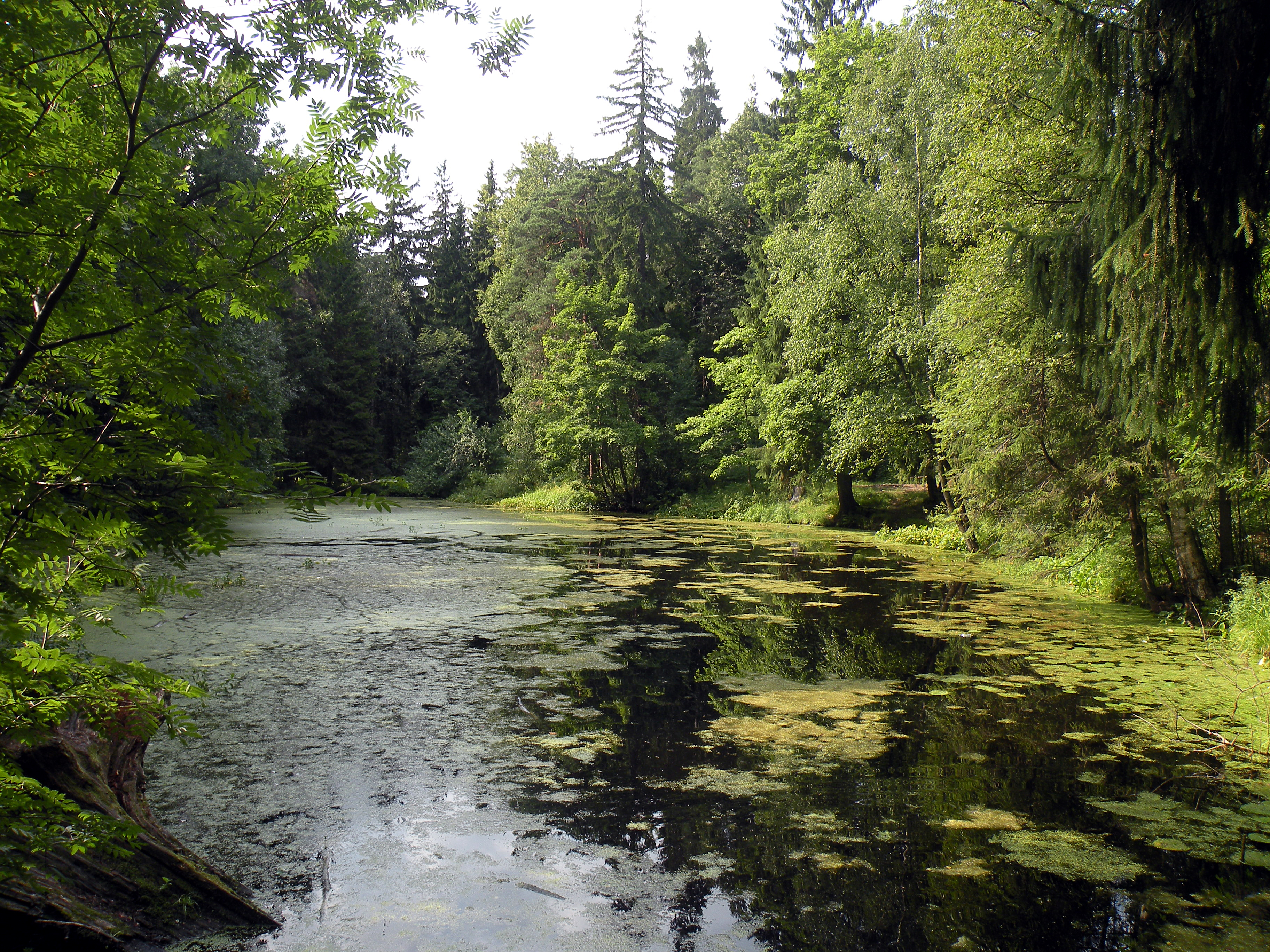
Шувалово. Пруд в парке. 2010 год
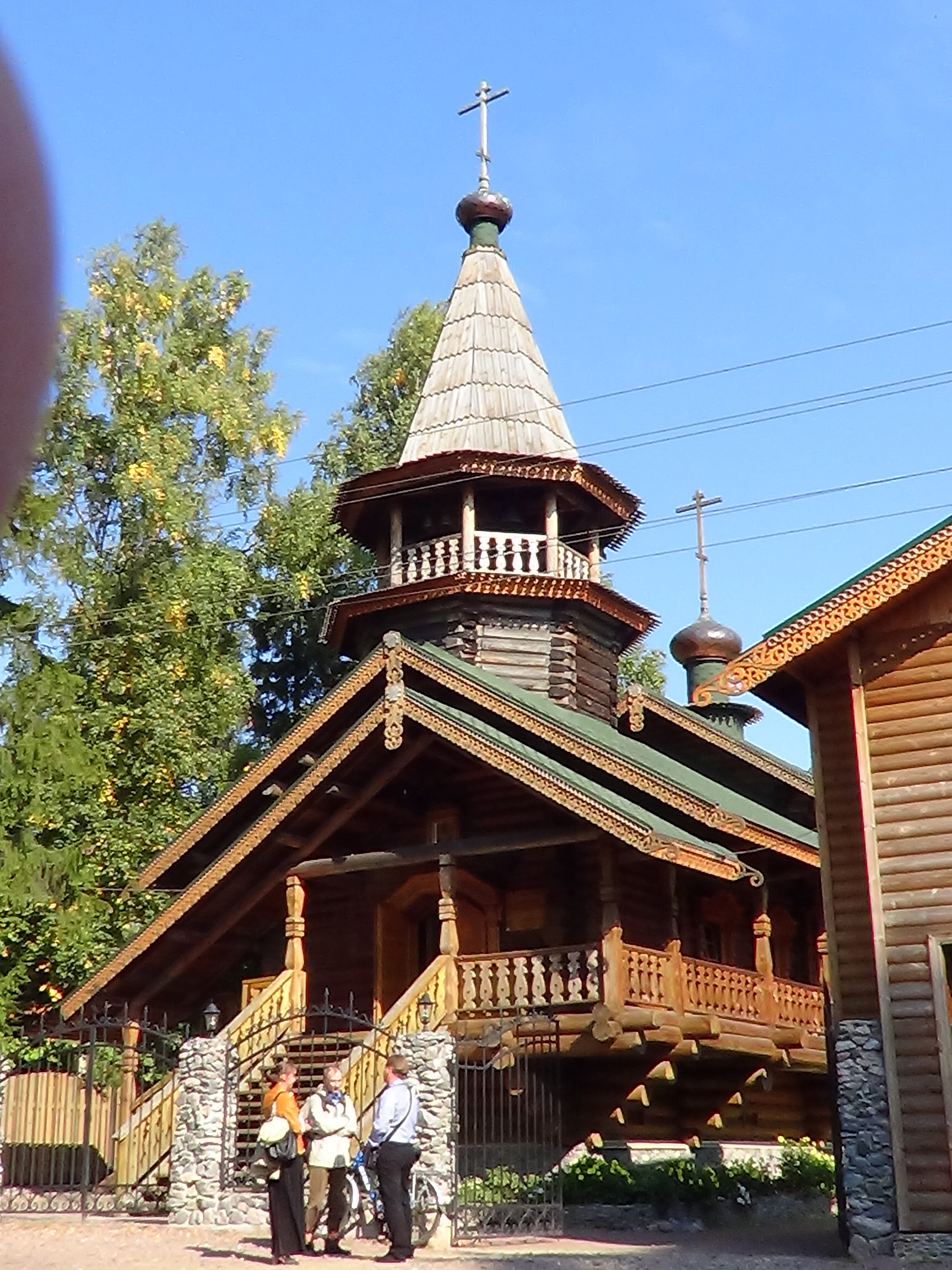
Церковь Иоасафа Белгородского. 2013 год
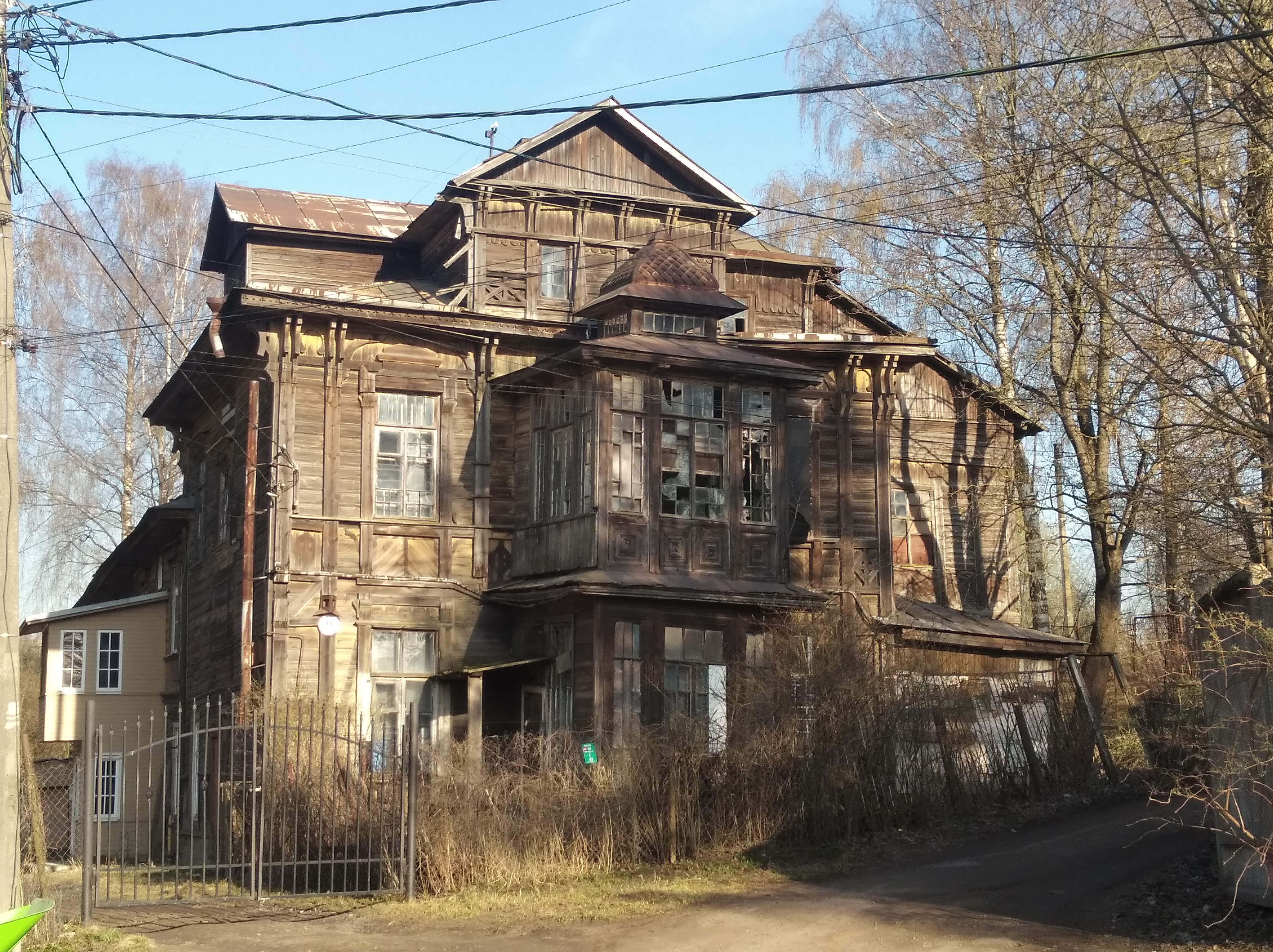